# Mariscal (comida)
El mariscal es un plato típico de la cocina chilena, que se encuentra principalmente en las caletas de pescadores de la zona norte y central de Chile. El mariscal es un plato típico muy pedido por los turistas que visitan el Mercado Central de Santiago, buscando probar la gastronomía chilena. El mariscal tiene dos versiones: uno con productos fríos (tipo cebiche), y una que se sirve caliente (tipo paila marina).
Este plato típico está compuesto de una mezcla de productos marinos (almeja, choritos, machas, colitas de camarones), vino blanco, cebolla, dientes de ajo, perejil, ají amarillo, sal y pimienta.

## Historia

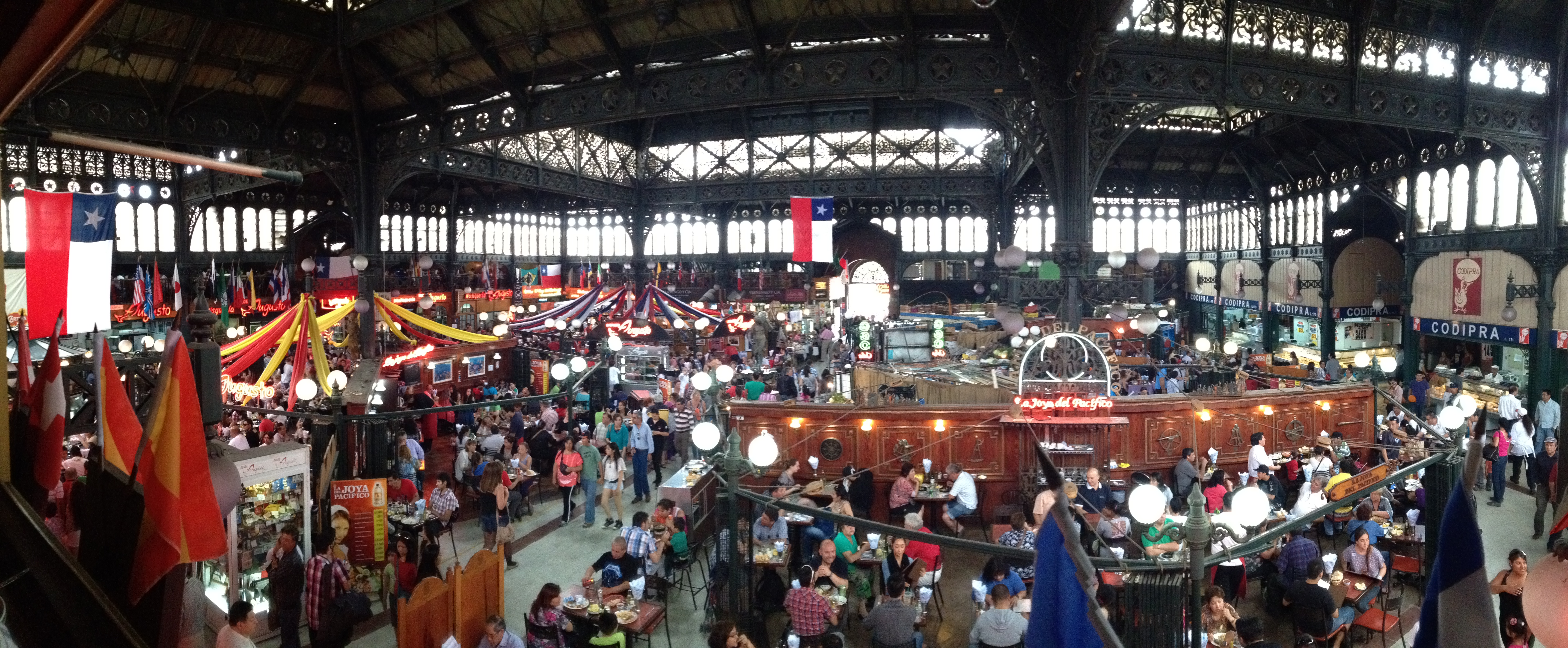
El Mercado Central de Santiago, es un lugar que los turistas frecuentan en búsqueda de un mariscal.

El origen de este plato es dudoso, pero es sabido que las primeras apariciones de este plato ocurrieron en las caletas de los pescadores, lo que es bastante lógico, ya que los mismos pescadores al quedarse con pequeñas cantidades de mariscos y pescados, los ofrecían con salsa verde y limón a los visitantes de las caletas.[cita requerida]
Según la tradición, sirve para reponerse de la resaca producto de una borrachera, ya que minimiza los efectos del alcohol en el cuerpo. También se le atribuyen efectos afrodisíacos.[cita requerida] Es un plato muy pedido por los turistas que visitan Chile por sus características locales y ser este un país con costa muy extendida.
El mariscal –al igual que el caldillo de congrio o la paila marina– se sirve en una fuente o plato de greda.